# مينغ-يانغ يانغ
مينغ-يانغ يانغ هو لاعب كرة قدم سويسري في مركز الوسط، ولد في 11 يوليو 1995 في بازل في سويسرا. شارك مع منتخب سويسرا تحت 16 سنة لكرة القدم ‏ ومنتخب سويسرا تحت 18 سنة لكرة القدم ومنتخب سويسرا تحت 19 سنة لكرة القدم. أما مع النوادي، فقد لعب مع نادي فينترتور ونادي لوزان.